# ديسبينا باباميتشايل
ديسبينا باباميتشايل (باليونانية: Δέσποινα Παπαμιχαήλ)‏ مواليد 9 فبراير 1993 في بروزة، هي لاعبة كرة مضرب يونانية بدأت مسيرتها كمحترفة سنة 2008 تلعب باليد اليمنى وتحتل حالياً المرتبة 546 (11 يناير 2016) في تصنيف رابطة محترفات كرة المضرب. أعلى تصنيف لها في الفردي كان 317. أعلى تصنيف لها في الزوجي كان المركز الـ 162 في سنة 2015.

## النهائيات

### الفردي (4–6)
| الحصيلة | الرقم | التاريخ        | الدورة            | الأرضية | المنافس              | النتيجة         |
| ------- | ----- | -------------- | ----------------- | ------- | -------------------- | --------------- |
| الوصافة | 1.    | 26 يوليو 2010  | الرباط، المغرب    | ترابية  | موكهامتوفا إناستازيا | 2–6, 0–6        |
| الفوز   | 1.    | 13 سبتمبر 2010 | ميتيليني، اليونان | صلبة    | آنا زيا              | 3–6, 6–3, 7–5   |
| الفوز   | 2.    | 25 أبريل 2011  | فيتش، إسبانيا     | ترابية  | فيكتوريا لارير       | 7–6(12–10), 6–1 |
| الوصافة | 2.    | 2 مايو 2011    | بتروبولي، اليونان | صلبة    | ديانا مارسنكفيتشا    | 5–7, 7–5, 6–3   |
| الفوز   | 3.    | 9 مايو 2011    | كاندية، اليونان   | صلبة    | نيكول روتمان         | 6–1, 3–6, 6–2   |

## روابط خارجية
- ديسبينا باباميتشايل على موقع رابطة محترفات التنس (الإنجليزية)
- ديسبينا باباميتشايل على موقع الاتحاد الدولي لكرة المضرب (الإنجليزية)
- ديسبينا باباميتشايل على موقع كأس بيلي جين كينغ (الإنجليزية)
- ديسبينا باباميتشايل على موقع خلاصة التنس.كوم (الإنجليزية)
- ديسبينا باباميتشايل على موقع اللجنة الأولمبية الدولية (الإنجليزية)